# Adolf Feder
Adolf Feder (również Aizik lub Ajzik Feder, fr. Adolphe Feder, ros. Адольф (Айзик) Федер, ur. 4 lipca?/16 lipca 1886 w Odessie, zm. 1943? w Auschwitz-Birkenau) – ukraiński malarz pochodzenia żydowskiego tworzący we Francji.

## Życiorys
Urodził się w rodzinie żydowskich kupców, naukę rysunku rozpoczął od szkoły rysunkowej w Odessie. W 1905 wstąpił do Bundu, przez co rok później był zmuszony opuścić rodzinne miasto i wyjechać do Berlina. Rozpoczął tam studia w Akademie der Künste, przerwał je po roku i wyjechał do Genewy, a w 1908 do Paryża. Tam kontynuował naukę w École des Beaux-Arts i w Académie Julian, należał do stowarzyszeń artystów rosyjskich tworzących we Francji. Pobierał lekcje malarstwa w pracowni Henri Matisse’a, był związany z grupą artystów tworzących na Montparnasse m.in. Othona Friesza, Amedeo Modiglianiego i Chaima Jacoba Lipschitza. Po raz pierwszy wystawił swoje prace w 1912 podczas Salonu Jesiennego. Podróżował na południe Francji, nad Morze Śródziemne i do Hiszpanii, gdzie malował pejzaże. W 1926 odbył podróż do Palestyny, gdzie krajobrazy i ludzie zrobiły na nim oszałamiające wrażenie. Po powrocie wielokrotnie w swoich obrazach wracał do scen przedstawiających starych modlących się Żydów, młodych pionierów, uczniów jesziwy, Beduinów, Arabów i Jemeńczyków. Tworzył również paryskie weduty, sceny z życia miasta, martwe natury, portrety i sceny rodzajowe noszące cechy kubizmu. Uwieczniał też krajobrazy i widoki z krajów, do których podróżował. Poza malarstwem zajmował się również ilustrowaniem prozy i poezji, dużo wystawiał w Paryżu, Londynie, Moskwie i Chicago. Po wybuchu II wojny światowej uczestniczył we francuskim ruchu oporu. Aresztowany w czerwcu 1942 został internowany w obozie w Compiègne, a następnie uwięziony w Drancy, w grudniu 1943 przetransportowano go do Auschwitz-Birkenau, gdzie zginął w niewyjaśnionych okolicznościach. Prace Adolfa Federa znajdują się w kolekcjach muzeów w Brukseli, Paryżu, Hawrze, Tel Awiwie i w Grenoble.